# ジョゼフ・フーリエ
ジャン・バティスト・ジョゼフ・フーリエ男爵（Jean Baptiste Joseph Fourier, Baron de、1768年3月21日 - 1830年5月16日）は、フランスの数学者・物理学者。
固体内での熱伝導に関する研究から熱伝導方程式（フーリエの方程式）を導き、これを解くためにフーリエ解析と呼ばれる理論を展開した。フーリエ解析は複雑な周期関数をより簡単に記述することができるため、音や光といった波動の研究に広く用いられ、現在調和解析という数学の一分野を形成している。
このほか、方程式論や方程式の数値解法の研究があるほか、単位の重要性に気づき研究したことから次元解析の創始者と見なされることもある。また統計局に勤務した経験から、確率論や誤差論の研究も行った。

## 生涯

### 生い立ち
フーリエは1768年3月21日に、フランス中部、ヨンヌ県のオセールで仕立職人の9番目の息子として生まれた。8歳のときに父親の死去によって孤児となり、地元のベネディクト派司教のもとへあずけられた。1780年に司教はフーリエを同じくベネディクト派の僧侶が経営する王立陸軍士官学校 (École royale militaire) へ入学させた。そこで彼は早くも数学に興味を示し、夜中になってから蝋燭の燃えさしを集めて一人で勉強に没頭、エティエンヌ・ベズーの『数学教程』を1年で読破したという。
フーリエの身分では軍人になれなかったため、卒業後彼は僧侶たちの勧めに従ってサン＝ブノワ＝シュル＝ロワール修道院で修道士として修行を始めた。修道院でも、並行して数学を学んだ。
1789年、フーリエは『数値方程式の解法に関する論文』を発表するためパリへ向かい、そこでフランス革命に遭遇した。身分から解放されたフーリエは、故郷の友人たちのはからいで数学の教師になった。革命を支持していた彼は1793年にオセールの革命委員会にも加わったが、抗争に巻き込まれて逮捕されるなど政治的弾圧を受けることになる。

### 革命後
フランス革命後の恐怖政治によって、多くの科学者が処刑されたり亡命したりしていた。しかし科学の復興が必要と考えた革命政府は学校の設立を奨励し、パリに高等師範学校（エコール・ノルマル・シュペリウール）や理工科学校（エコール・ポリテクニーク）といった新しい高等教育機関（グランゼコール）が創設された。
1794年、フーリエはエコール・ノルマル・シュペリウールに第一期生として入学した。エコール・ノルマル・シュペリウールは翌年一時閉鎖されてしまうが、才能を認められたフーリエはジョゼフ＝ルイ・ラグランジュやガスパール・モンジュのもとでエコール・ポリテクニークの築城学の助講師に、のち解析数学の教授になった。そこでの講義の中で、彼は代数方程式の実数解の個数に関するフーリエの定理を証明した。
1798年、ナポレオン・ボナパルトはイギリスとインドの連絡を絶つため、「不幸な人民を救い、文明の恩恵を与える」ことを口実にエジプトへ遠征した。フーリエはこのとき編成された文化使節団の一員に選ばれ、モンジュやクロード＝ルイ・ベルトレーらとともにナポレオンに随行した。
フーリエは新設されたエジプト学士院の書記としてさまざまな数学的・考古学的研究を行い、のちに発表された『エジプト誌 (Description de l'Égypte)』（1808年-1825年）も監修した。なお、このエジプト滞在でロゼッタ・ストーンを発見してフランスへ持ち帰り、しばらく自室で保管することとなった（シャンポリオンが訪問した際、見せている）。
しかし翌年、ヨーロッパ情勢が不安定になったため、ナポレオンはモンジュ他わずかな部下を伴ってフランスへ逃げ帰った。このときフーリエは大多数の将兵とともにエジプトに取り残され、帰国したのは1801年、イギリスやオスマン帝国との間に停戦協定が成立してからのことであった。
このエジプト滞在中に、フーリエには妙な癖がついた。フランスの寒さと湿気を嫌い、健康と思索のためには砂漠のような熱気と乾燥が必要だと考えるようになったのである。彼は四六時中部屋を締め切って蒸し暑い状態にし、全身に真綿と包帯をミイラのようにぐるぐるに巻いて暮らすようになった。この習慣が心臓に負担をかけ、皮肉なことに逆に彼の死期を早めることになったという。

### グルノーブル
フランスに帰国したフーリエは、エジプト遠征中に発揮した行政手腕をナポレオンに認められ、1802年1月2日にイゼール県の知事 (préfet) に任命された。知事としては、革命後悪化していた治安の回復、トリノへの道路の建設、ブルゴワン (Bourgoin) の沼沢地の干拓、マラリアの一掃などといった事業を行なった。これらの功績を称えられ、1808年に彼は皇帝に即位していたナポレオンによって男爵に叙された。
知事としてグルノーブルに赴任していた時代は、フーリエが生涯の中でもっとも精力的に活動していた時期だった。知事として多忙な職務をこなし、エコール・ポリテクニークから続けていた方程式論の研究をする一方、固体内における熱伝導を数学的に研究した。
熱伝導に関する最初の論文は1807年にアカデミー・デ・シアンスに提出された。ジョゼフ＝ルイ・ラグランジュ 、ピエール・シモン・ラプラス、モンジュ、アンドレ＝マリ・アンペールが論文の審査委員となった。ラプラスとラグランジュはフーリエ級数の正当性を疑問視し、ラプラス、ジャン＝バティスト・ビオ、シメオン・ドニ・ポアソンは熱伝導方程式の説明が不十分であると指摘し、アカデミーは内容が不十分だとして掲載は見送った。しかし有望さから1812年の懸賞論文の題目を「熱の解析的理論」とした。これに応じ、フーリエは大幅に加筆訂正した第二論文を提出した。審査員のひとりであったラグランジュは、その数学的厳密性に難があると厳しく指摘した（実際、ラグランジュも似たことを考えていたが導出にまでは至らなかった）。しかしながら重要性が認められ、この論文はアカデミー大賞を受賞した。
電流を論文中における熱の流れと同じように扱ってゲオルク・オームがオームの法則を導き、方程式を解くために導入されたフーリエ級数は解析学に一分野を築くことになるなど、この論文は学界に大きな影響を与えた。
また、エジプトから持ち帰った史料の中にあったロゼッタ・ストーンを、自身のサロンに出入りしていた当時12歳のジャン＝フランソワ・シャンポリオンに初めて見せたのもフーリエだった。刻まれている三種の文字のうちの一つ（ヒエログリフ）が未解読であることを告げられたシャンポリオンは、「自分がいつか読んでみせる」と宣言し、約20年の歳月をかけて解読に成功することになる。

### ナポレオン戦争
ライプツィヒの戦いで敗れたナポレオンは、1814年に退位してエルバ島へ流された。しかしフーリエはラプラスらとともに寝返ってルイ18世に忠誠を誓ったため、知事を続けることを認められた。
ところが翌1815年2月26日にナポレオンはエルバ島を脱出、フランスに帰還するとパリへ向かって進軍を始めた。エジプトで置き去りにされたことを覚えていたフーリエは自らリヨンへ赴き王党派に通報したが信じてもらえず、グルノーブルへ戻ってみるとそこはすでにナポレオンに占領され、部下の兵士たちはその下についてしまっていた。捕らえられたフーリエは再びナポレオンに従ってローヌ県知事に任命されるが、後に強権的姿勢に反対して辞職した。
ワーテルローの戦いののちナポレオンはセントヘレナ島へ流され、フランスはみたび王政に戻った。復位したルイ18世は裏切りを許さず、フーリエは罷免された。フーリエはパリで財産を売りながら糊口をしのいでいたが、それをみかねた友人のセーヌ県知事ガスパール・ド・シャブロル伯爵によってセーヌ県統計局長の職を用意してもらうことができた。このころ、職務の関係から生命保険に関する研究を行なった。

### 晩年
1816年、アカデミー・デ・シアンスはフーリエを会員に推薦したが、ルイ18世はそれを認めなかった。しかしアカデミーは抵抗し、翌年彼は会員に選出された。さらにその後もルイ18世やポアソンの反対にもかかわらず勢力を伸ばして1822年には終身幹事に、1826年にはアカデミー・フランセーズ会員となった。他にもラプラスの後をついでエコール・ポリテクニークの理事長になるなど、フーリエの晩年はナポレオンに最後まで従ったため悲惨な末路を辿ったモンジュなどと比べれば、名誉に満ちたものであったといえる。権力欲も旺盛だったようで、当時パリに来ていたニールス・アーベルは手紙で君臨ぶりを伝えている。
フーリエの最後の数年は、過去の研究をまとめ、それまでに発表した論文を出版するために費やされた。また、後進の指導にも力を注いだ。たとえば、フーリエ級数が収束するために必要な「ディリクレの条件」を導いたペーター・グスタフ・ディリクレは彼の教え子の一人である。
1830年5月16日、代議院の選挙でシャルル10世に対する反対派が圧勝し、世情が再び革命（7月革命）へと動いていく中でフーリエは息を引き取った。63歳だった。心臓病だったとも、動脈瘤だったともいう。
20代の頃から続けていた方程式論の研究をまとめるべく全7巻の予定で執筆途中だった『定方程式の解析』は、アンリ・ナビエが遺稿をまとめて1831年に2冊だけが出版された。

## 業績

### フーリエの法則と熱伝導方程式
ある固体内の温度分布は、どのような方程式で表されるか。その答えがフーリエが導いた熱伝導方程式（熱方程式やフーリエの方程式などとも呼ばれる）である。
フーリエは、「各点での熱の移動する速さは、その点における温度勾配に比例する」（フーリエの法則）ことを示した。これにより、ある時刻のある領域における熱量は流入した熱と流出した熱の差で表すことができる。また、熱量と比熱・温度の関係式からも熱量を表すことができる。フーリエはこれらの関係式を用いて熱伝導方程式を導き、さらにいくつもの境界条件のもとでこれを解いた。

### フーリエ解析
ある有限区間上の関数を三角関数の級数で表すことをフーリエ展開といい、無限区間に拡張されたそれをフーリエ変換という。
フーリエ解析とは、これらフーリエ展開やフーリエ変換を用いて関数を解析すること、特に関数を周波数成分に分解して調べることである。これは線形微分方程式を解くための極めて強力な武器であるばかりでなく、物理学や工学において光や音、振動、コンピュータグラフィックスなど幅広い分野で用いられている。
フーリエは著書『熱の解析的理論』において、「任意の関数は、三角関数の級数で表すことができる」（フーリエの定理）と主張した。この証明は不十分なものであったが、のちに多くの数学者たちによって厳密化が行なわれた。
フーリエ解析は「ほとんどあらゆる」関数が周期関数の和として「表せる」という逆説性から多くの数学者たちの注目を浴び、「ほとんどあらゆる」の範囲や「表せる」という根拠をめぐる議論は、まだ関数という言葉の意味すら曖昧だった19世紀の解析学の厳密化に貢献した。後のベルンハルト・リーマンの積分論やゲオルク・カントールの集合論もこれに関する研究から生まれることになる。

### その他の業績
- フーリエの最初の論文は方程式の数値解法についてのもので、方程式論や方程式の解法に彼は終生興味を持ち続けた。
- 熱伝導方程式を解くとき、フーリエは単位に注目して解のあたりをつけるということを行なった。これは次元解析のはしりであった。
- 総和の記号 Σ を1820年に考案した[17]。

## 年表
- 1768年 - オセールに生まれる。
- 1787年 - サン・ブノワ修道院に入る（-1789年）。
- 1794年 - エコール・ノルマル・シュペリュール（高等師範学校）の聴講生となる。
- 1795年 - エコール・ポリテクニーク（高等理工科学校）の助講師となる（-1798年）。
- 1796年 - 代数方程式の実数解の数に関する定理（フーリエの定理）を証明。
- 1798年 - ナポレオンのエジプト遠征に従い、カイロ大学幹事、エジプト学士院書記となる。
- 1802年 - イゼール県知事に任命され、グルノーブルに赴任する（-1815年）。
- 1807年 - 熱伝導に関する最初の論文をアカデミー・デ・シアンス（科学アカデミー）に提出。
- 1808年 - 男爵に叙される。
- 1815年 - エルバ島を脱出したナポレオンに従うが、のち辞職する。
- 1817年 - パリに移住し、すぐにアカデミー・デ・シアンス会員となる。
- 1822年 - アカデミー・デ・シアンス終身幹事、ロンドン王立協会外国人会員となる[18]。著書『熱の解析的理論 (Théorie Analytique de la Chaleur) 』が出版される。
- 1826年 - アカデミー・フランセーズ会員となる。
- 1827年 - ラプラスの後任としてエコール・ポリテクニーク理事長となる。
- 1829年 - ペテルブルク科学アカデミー名誉会員となる。
- 1830年 - パリで病没。63歳。
- 1831年 - 著書『定方程式の解析』が出版される。

### 関連人物
- ダニエル・ベルヌーイ、ジョゼフ＝ルイ・ラグランジュ - フーリエに先駆けて微分方程式を三角関数で解くことを考えた。
- ガスパール・モンジュ、クロード＝ルイ・ベルトレ - 数学者のモンジュと化学者のベルトレはともにフーリエの友人であり、また3人はナポレオンの部下でもあった。
- ゲオルク・ジーモン・オーム - 『熱の解析的理論』に触発され、オームの法則を導いた。
- ジャン＝バティスト・ビオ、シメオン・ドニ・ポアソン - ビオやポアソンとの間に熱伝導方程式やその解法の先取権をめぐって論争が起きた。
- ペーター・ディリクレ - フーリエの弟子であったディリクレは、フーリエ級数がもとの関数に収束する条件（ディリクレの条件）を厳密に導いた。

## 著作
- フーリエ, ジョゼフ 著、竹下貞雄 訳、ダルブー、ガストン 編 編『熱の解析的理論』大学教育出版、2005年8月。ISBN 978-4-88730-633-2。
- フーリエ, ジョゼフ 著、西村重人 訳『フーリエ熱の解析的理論』高瀬正仁 監訳・解説、朝倉書店、2020年1月。ISBN 978-4-254-11156-9。